# K-F-R
K-F-R (en árabe: ك-ف-ر; en hebreo: כ-פ-ר) es la raíz de tres consonantes de palabras árabes y hebreas, muchas de las cuales se utilizan como nombre.

## Usos

### Conceptos
- Kufr (en árabe: كفر‎), Kefirah (hebreo: כְּפִירָה) negación de la fe, infiel
- Kāfir (en árabe: كافر‎), pl. Kuffār (كفار), Kofer (en hebreo: כופר‎), pl. Kofrim (en hebreo: כופרים‎) cubridor, no creyente, "persona que esconde o cubre la verdad"
- Takfīr (en árabe: تكفير‎) acusación de infiel por parte de otra persona
- Mukaffir (en árabe: مكفر‎) acto que precipita el takfīr
- Kafare (árabe) : sentencia de un crimen como azotar por adulterio, utilizado en temas religiosos
- Kfar (en hebreo: כפר‎); kafr en árabe: كفر‎) localidad
- Kaffārah (en árabe: كفارة‎); Kofer (en hebreo: כופר‎) compensación por daños (responsabilidad civil) en las leyes del Corán, Talmud y Mishná
- Kaparah (en hebreo: כפרה‎) reparación por una transgresión o compensación de tipo monetario o espiritual. Ver Kaparot (en hebreo: כפרות‎)
- Yom Kippur (hebreo: יוֹם כִּפּוּר) o día de la expiación

### Sunni Hadith
كافر (kāfir) aparece en el dajjāl (en árabe: دجال‎). En 2012 el experto en símbolos Omar Zaid publica la idea del signo KFR como la rotación del ojo de Horus, lo que conlleva que el dajjal en Hadith puede ser la figura de Horus.

### Palabras
- Kafara  — "cubrir" — como término preislámico que describe como los agricultores enterraban las semillas en la tierra, cubriéndolas para plantarlas.
- Kafar  — sentencia de 20 años por un crimen